# Liste der Naturdenkmale in Hamm (Sieg)
Die Liste der Naturdenkmale in Hamm (Sieg) nennt die im Gemeindegebiet von Hamm (Sieg) ausgewiesenen Naturdenkmale (Stand 15. Februar 2024).

## Naturdenkmale
| Nr.         | Bezeichnung                                      | Lage                 | Beschreibung | Bild                                    |
| ----------- | ------------------------------------------------ | -------------------- | ------------ | --------------------------------------- |
| ND-7132-403 | Alte Eiche am ehemaligen Sportplatz in Hamm/Sieg | Eintrachtstraße Lage | Quercus sp.  | Direkt Bild zu diesem Denkmal hochladen |